# Ernest Le Barzic
Ernest Le Barzic, ou Ernest ar Barzig, né le 4 mai 1917 à Caouënnec (aujourd'hui Caouënnec-Lanvézéac) et mort le 2 décembre 1977 à Mûr-de-Bretagne, était un régionaliste, connu pour ses recherches sur la langue bretonne. Il fut membre de la Fédération régionaliste de Bretagne. Il écrivit aussi des textes en breton, qui furent réunis en volume après sa mort.
Ses parents étaient bretonnants et, son père étant sous-officier de Marine, son éducation se fit en français et en breton. Il fut instituteur en Haute-Bretagne.

## Publications

### En français
- Jean Choleau, son œuvre. La Fédération régionaliste de Bretagne (Unvaniez Arvor)/ Imprimeries Simon Rennes.
- Mûr-de-Bretagne et sa région (Syndicat d'initiatives de Mûr. 1947), Rennes Imprimerie Simon. 1956, Quimper, Nature et Bretagne, 1976
- Loguivy-de-la-Mer. Perle d'Armor et son écrin, le Goélo. Rennes, Simon.
- Image de la Bretagne centrale (dépliant du Syndicat d'initiatives de Mûr. 1950)
- Histoire d'une école depuis 1854 (école Saint-Joseph, Quédillac) dans le bulletin du doyenné de Saint-Méen. 1954)
- La Roche-Derrien et ses environs. Le barde Narcisse Quellien. Imprimeries Simon. Rennes. 1957
- « Le Tunodo » Un exemple d'argot breton en collaboration avec Narcisse Quellien, Émile Ernault, Alain Le Diuzet
- À Saint-Malo les Magon. 1974. Il s'est intéressé à l'une des plus célèbres familles malouine, les Magon, lorsque sa fille Annaïg a épousé Jean-Marie Magon de Saint-Elier, en 1970.

### En breton
- Loeiz Lezongar, Romant war istor eur vuhez.  (Sous le pseudonyme de Roh Vur) Brest, s.n., 1968.
- Buhez ha Faltazi, Danevellou (nouvelles),  Brud (1970), réédition Brud Nevez Emgleo Breiz, (2000)
- Kalonou Tregeriad, Brud Nevez (1979)
- Minna ha danevellou all, Hor Yezh (2000)
- Envorennou Ar Barzhig, Hor Yezh (2000)
- D'an avantur Doue dre henchou dindan-zouar Roh-Vur, Ar Skol Vrezoneg (2002)